# Jules Fehr
Jules W. Fehr (* 19. Jahrhundert; † 20. Jahrhundert) war ein deutscher Hockeyspieler.
Fehr nahm mit der Mannschaft des Uhlenhorster HC als deutscher Vertreter an den Olympischen Spielen 1908 in London teil. Die Mannschaft belegte den fünften Rang.